# Ulica Inżynierska w Warszawie
Ulica Inżynierska – ulica w dzielnicy Praga-Północ w Warszawie.

## Historia
Powstała jako droga dojazdowa do zajezdni tramwajów konnych utworzonej w 1882. Nazwa ulicy, nadana w 1907, pochodzi od przedsiębiorstw inżynieryjnych związanych z budową i modernizacją zajezdni i elektryfikacji tramwajów na Pradze na początku XX w.
Pierwszymi zabudowaniami poza zajezdnią była fabryka armatur metalowych Barwicha i Junga, wystawiona pod nr. 5 w 1892.
Około 1900 powstała wielka czynszówka pod nr. 1, kolejne wczesno-modernistyczne kamienice pobudowano w latach 1911-13.
W 1908 zajezdnię tramwajów konnych przystosowano do obsługi taboru elektrycznego; kilka lat później wzniesiono nowy budynek administracyjny. Pod nr. 11 od 1912 działała wytwórnia koronek i haftów Adolfa Pypkego i Zelmana Rosenfrieda. W okresie międzywojennym pod nr. 4 działało kino Era.
W tym czasie, po 1918, na terenach należących wcześniej do wojska powstał końcowy odcinek Inżynierskiej – za ul. 11 Listopada; jego jedyną zabudowę długo stanowił koszarowy budynek na rzucie podkowy.
Podczas działań wojennych 1939–1945 zniszczeniu uległ jedynie dom frontowy na posesji Karola Junga, oraz budynek koszarowy przy końcowym odcinku ulicy.
18 listopada 1944 (według innego źródła 23 listopada) w zaadaptowanym lokalu kina „Syrena” w budynku nr 4 odbyła się premiera pierwszego przedstawienia w wyzwolonej prawobrzeżnej części Warszawy – Majstra i Czeladnika Józefa Korzeniowskiego.

## Budynki
- Kamienica Gelbfisza i Rotenberga. Wystawiona u zbiegu z ul. Wileńską około 1900. Obecnie pozbawiona tynków i wystroju, częściowo zachowany unikatowy wystrój malarski klatki schodowej i drzwi do mieszkań o formach neogotyckich.
- Zespół Domów Towarzystwa Akcyjnego Przechowywania Mebli A. Wróblewski i S-ka (nr 3): Wybudowane w 1910, ostatni budynek w zespole 1913–1914. Zgodnie z nazwą, spółka zajmowała się przechowywaniem mebli i wyposażenia mieszkań. Hale (frontowa 8 pięter, tylne 5) wybudowano z cegły, a ich stylistyka jest przykładem modernistycznej wariacji na temat architektury średniowiecza. W 2017 miasto ogłosiło konkurs na koncepcję architektoniczno-budowlaną zespołu wraz z budynkiem przy ul. Targowej z przeznaczeniem na Centrum Kreatywności Nowa Praga[4].
- Budynek dawnego kina „Era” (nr 2)[5]. Odbudowany po wojnie w zmienionej postaci przy zachowaniu dawnego układu wnętrz. Kino istniało już przed rokiem 1929, jako pierwsze w dzielnicy. Następnie, mieściło się w nim m.in. studio TV Superstacji.
- Zespół zabudowań mieszkalnych i przemysłowych Karola Junga. Najstarsze obok remizy tramwajowej zabudowania przy ulicy. Dom frontowy zniszczony w latach 1939–1945, zachowane zabudowania fabryczne z szyldem w języku rosyjskim (sprzed 1918): Л.БАРВИХ И А.Ю[НГ]. W latach 1932–1933 w kompleksie działała spółka Warsztaty Szybowcowe w Warszawie zarządzana przez Antoniego Kocjana i Jerzego Wędrychowskiego[6].
- Zabudowania remizy tramwajowej, w tym frontowy budynek administracyjny nazywany domem Pod Syreną (nr 6). Wybudowane po 1914 według projektu Juliusza Dzierżanowskiego jako zajezdnia tramwajów konnych, od 1908 elektrycznych. Po 1922, kiedy to powstała zajezdnia przy ul. Kawęczyńskiej funkcjonowała tu remiza autobusów miejskich. Zachowane m.in. herb miasta i herb Tramwajów Miejskich[7].
- Dom spółdzielczy Towarzystwa Ubezpieczeń Komunikacyjnych. Wybudowany w 1912, zasiedlony dopiero w 1931. Układ jedno-podwórzowy zamknięty, zachowane obie oficyny.
- Kamienica Edwarda Hessa. Obecnie przyporządkowana numeracji ul. Małej. Wybudowana około 1885, w latach 90. XX wieku podczas remontu zniszczono dawny wystrój. W swej historii często zmieniała właścicieli: po 1910 użytkowana przez Warszawskie Towarzystwo Pomocy Biednym, Austro-Węgierskim Poddanym, później we władaniu Ministerstwa Spraw Wojskowych oraz Ministerstwa Pracy i Opieki Społecznej.
- Kamienica Romualda Nazimka. Wybudowana w latach 1911-1912. Wystrój fasady zniszczony, na szczycie zachowany eliptyczny medalion z datą 1912. W przejeździe bramnym zachowana dekoracja malarska - okrągłe tonda przedstawiające nagie skrzydlate putta, ptaki oraz girlandy kwiatów. Na klatkach schodowych przetrwała secesyjna dekoracja sztukatorska i takież rzeźbione drzwi.
- Kamienica Grifenberga. Wybudowana u zbiegu z ul. Małą w latach 1912−1913. W ostatecznym kształcie niższa od budynku projektowanego (cztery kondygnacje zamiast planowanych sześciu). Skromne dekoracje fasad zniszczone w okresie powojennym.
- Kamienica Felinskich i Steinbergów. Wybudowana w 1935 według projektu Józefa Steinberga. Zwraca uwagę wykuszem o łukowym, wklęsło-wypukłym rzucie poziomym.